# Servette Football Club Genève 1890 2020-2021
Questa voce raccoglie le informazioni riguardanti il Servette Football Club Genève 1890 nelle competizioni ufficiali della stagione 2020-2021.

## Stagione
Nella stagione 2020-2021 il Servette, allenato da Alain Geiger, concluse il campionato di Super League al 3º posto. In Coppa Svizzera il Servette fu eliminato in semifinale dal San Gallo. In Europa League il Servette fu eliminato al secondo turno di qualificazione dallo Stade Reims.

## Rosa
| N. |                                 | Ruolo | Calciatore          |
| -- | ------------------------------- | ----- | ------------------- |
| 1  | RD del Congo (bandiera)         | P     | Joël Kiassumbua     |
| 2  | Svizzera (bandiera)             | D     | Anthony Sauthier    |
| 3  | Francia (bandiera)              | D     | Gaël Clichy         |
| 4  | Svizzera (bandiera)             | D     | Steve Rouiller      |
| 5  | Bolivia (bandiera)              | C     | Boris Cespedes      |
| 7  | Francia (bandiera)              | C     | Moussa Diallo       |
| 8  | Francia (bandiera)              | C     | Timothé Cognat      |
| 9  | Bosnia ed Erzegovina (bandiera) | C     | Miroslav Stevanović |
| 10 | Paesi Bassi (bandiera)          | A     | Alex Schalk         |
| 12 | Francia (bandiera)              | C     | Alexis Martial      |
| 15 | Francia (bandiera)              | C     | Theo Valls          |
| 17 | Svizzera (bandiera)             | C     | Kastriot Imeri      |
| 18 | Costa d'Avorio (bandiera)       | A     | Koro Koné           |
| 19 | Francia (bandiera)              | D     | Yoan Severin        |
| 22 | Svizzera (bandiera)             | C     | Ricardo Alves       |

| N. |                       | Ruolo | Calciatore        |
| -- | --------------------- | ----- | ----------------- |
| 23 | Francia (bandiera)    | D     | Vincent Sasso     |
| 24 | Senegal (bandiera)    | D     | Arial Mendy       |
| 25 | Francia (bandiera)    | A     | Grejohn Kyei      |
| 26 | Svizzera (bandiera)   | C     | Mathis Holcbecher |
| 27 | Svizzera (bandiera)   | C     | Alexis Antunes    |
| 28 | Francia (bandiera)    | C     | Alexis Guérin     |
| 29 | Camerun (bandiera)    | C     | Gaël Ondoua       |
| 30 | Svizzera (bandiera)   | D     | Noah Henchoz      |
| 32 | Svizzera (bandiera)   | P     | Jérémy Frick      |
| 33 | Svizzera (bandiera)   | D     | Nicolas Vouilloz  |
| 35 | Francia (bandiera)    | A     | Boubacar Fofana   |
| 40 | Svizzera (bandiera)   | P     | Edin Omeragić     |
| 42 | Portogallo (bandiera) | D     | Diogo Monteiro    |
| 43 | Svizzera (bandiera)   | D     | Oscar Wieland     |
| 45 | Svizzera (bandiera)   | C     | Nils Pédat        |

## Organigramma societario
Area tecnica
- Allenatore: Alain Geiger
- Allenatore in seconda: Bojan Dimić
- Preparatore dei portieri: Dani Blanco
- Preparatori atletici: Alexandre Polizzi, Mathieu Degrange

## Calciomercato

### Sessione estiva
| Acquisti | Acquisti           | Acquisti              | Acquisti |
| R.       | Nome               | da                    | Modalità |
| -------- | ------------------ | --------------------- | -------- |
| A        | Boubacar Fofana    | Olympique Lione (CFA) |          |
| C        | Theo Valls         | Nîmes                 |          |
| P        | Edin Omeragić      | Servette U18          |          |
| D        | Arial Mendy        | Lens                  |          |
| C        | Moussa Diallo      | SO Cholet             |          |
| C        | Alexis Antunes     | Chiasso               |          |
| D        | Matteo Mazzolini   | Servette U18          |          |
| A        | Alban Ajdini       | Servette U-21         |          |
| C        | Alexis Guérin      | Servette U-21         |          |
| C        | Theophilious Opoku | Servette U18          |          |
| D        | Oscar Wieland      | Servette U18          |          |

| Cessioni | Cessioni           | Cessioni             | Cessioni |
| R.       | Nome               | a                    | Modalità |
| -------- | ------------------ | -------------------- | -------- |
| C        | Andrea Maccoppi    | Chiasso              |          |
| C        | Sébastien Wüthrich | Astra Giurgiu        |          |
| A        | Varol Tasar        | Lucerna              |          |
| D        | Dennis Iapichino   | Sion                 |          |
| D        | Michael Gonçalves  | Winterthur           |          |
| P        | João Castanheira   | Étoile Carouge       |          |
| D        | Christopher Routis | Stade Lausanne-Ouchy |          |
| D        | Lucas Monteiro     | Étoile Carouge       |          |
| C        | Rayan Souici       | Saint-Étienne        |          |

### Sessione invernale
| Acquisti | Acquisti    | Acquisti | Acquisti |
| R.       | Nome        | da       | Modalità |
| -------- | ----------- | -------- | -------- |
| D        | Gaël Clichy | --       |          |

| Cessioni | Cessioni     | Cessioni             | Cessioni |
| R.       | Nome         | a                    | Modalità |
| -------- | ------------ | -------------------- | -------- |
| A        | Alban Ajdini | Stade Lausanne-Ouchy |          |

## Risultati

### Super League

#### Prima fase, girone di andata
| Arbitro: | Tschudi |

|                          |           |                 |
| Turkeš 17’ Schneuwly 59’ | Marcatori | 83’ (rig.) Kyei |

| Arbitro: | Piccolo |

|                   |           |  |
| Schalk 77’ (rig.) | Marcatori |  |

| Arbitro: | Schnyder |

|          |           |  |
| Duah 24’ | Marcatori |  |

| Ginevra 17 ottobre 2020, ore 19:00 CEST 4ª giornata | Servette  | 0 – 0 referto | Young Boys | Stade de Genève (5 240 spett.)\| Arbitro: \| Fähndrich \| |
| Arbitro:                                            | Fähndrich |               |            |                                                           |

| Arbitro: | Tschudi |

|                      |           |  |
| Bamert 15’ Khasa 58’ | Marcatori |  |

| Arbitro: | Schärer |

|                    |           |              |
| Kyei 69’ Valls 90’ | Marcatori | 75’ Domgjoni |

| Arbitro: | Piccolo |

|  |           |                         |
|  | Marcatori | 27’ Stevanović 49’ Kyei |

| Arbitro: | Dudic |

|          |           |              |
| Kyei 38’ | Marcatori | 63’ Lavanchy |

| Arbitro: | San |

|              |           |                                   |
| Rouiller 77’ | Marcatori | 23’ Schaub 67’ Sorgić 79’ N'Diaye |

#### Prima fase, girone di ritorno
| Arbitro: | Dudic |

|            |           |  |
| Kasami 51’ | Marcatori |  |

| Arbitro: | Horisberger |

|              |           |                 |
| Mambimbi 84’ | Marcatori | 22’, 65’ Schalk |

| Arbitro: | Jaccottet |

|            |           |           |
| Fofana 71’ | Marcatori | 15’ Grgić |

| Arbitro: | Fähndrich |

|  |           |            |
|  | Marcatori | 85’ Cognat |

| Arbitro: | Schnyder |

|                 |           |            |
| Kyei 58’ (rig.) | Marcatori | 87’ Wieser |

| Arbitro: | Schnyder |

|                             |           |                              |
| Kyei 20’ Fazliji 60’ (aut.) | Marcatori | 7’ Stillhart 48’ Guillemenot |

| Arbitro: | Fähndrich |

|              |           |            |
| Abubakar 18’ | Marcatori | 90’ Schalk |

| Arbitro: | San |

|            |           |              |
| Schalk 75’ | Marcatori | 21’ Guessand |

| Arbitro: | Horisberger |

|                                   |           |  |
| Sorgić 45’ Schulz 56’, 72’ (rig.) | Marcatori |  |

#### Seconda fase, girone di andata
| Arbitro: | Bieri |

|                                               |           |                      |
| Fofana 11’ Kyei 18’ Rouiller 54’ Cespedes 67’ | Marcatori | 8’ Schaub 75’ Schulz |

| Arbitro: | Tschudi |

|                              |           |          |
| Guessand 7’ Puertas 10’, 69’ | Marcatori | 53’ Kyei |

| Arbitro: | Bieri |

|                              |           |  |
| Rouiller 4’ (aut.) Nsame 41’ | Marcatori |  |

| Arbitro: | Piccolo |

|                                      |           |            |
| Stevanović 26’, 62’ Valls 67’ (rig.) | Marcatori | 12’ Rohner |

| Arbitro: | Fähndrich |

|  |           |          |
|  | Marcatori | 29’ Kyei |

| Arbitro: | Dudic |

|                     |           |                   |
| Kyei 62’ Ondoua 71’ | Marcatori | 90’ (rig.) Cabral |

| Arbitro: | Tschudi |

|               |           |                      |
| Wakatsuki 84’ | Marcatori | 33’ Schalk 36’ Valls |

| Arbitro: | Horisberger |

|          |           |                     |
| Kyei 76’ | Marcatori | 28’ Dorn 50’ Giusto |

| Arbitro: | San |

|                |           |              |
| Stevanović 85’ | Marcatori | 66’ Custodio |

#### Seconda fase, girone di ritorno
| Arbitro: | Piccolo |

|                  |           |                      |
| Schönbächler 85’ | Marcatori | 46’ Schalk 69’ Imeri |

| Arbitro: | Schärer |

|                                                                    |           |  |
| Frei 3’ (rig.) Kasami 6’ van Wolfswinkel 9’ Pululu 86’ (rig.), 87’ | Marcatori |  |

| Arbitro: | Piccolo |

|                            |           |                                                 |
| Schalk 37’, 63’ Fofana 74’ | Marcatori | 7’, 56’ Karlen 58’ Ndoye 71’ Hoarau 82’ Tosetti |

| Arbitro: | Cibelli |

|  |           |                 |
|  | Marcatori | 9’ (rig.) Valls |

| Arbitro: | Bieri |

|                     |           |              |
| Fofana 76’ Koné 82’ | Marcatori | 90’ Ngamaleu |

| Arbitro: | Fähndrich |

|                                    |           |  |
| Ugrinić 59’ Sorgić 78’ N'Diaye 84’ | Marcatori |  |

| Arbitro: | Cibelli |

|          |           |                                       |
| Kyei 28’ | Marcatori | 11’, 35’ Bolingi 19’ Cunha 78’ Brazão |

| Arbitro: | Hänni |

|            |           |                                      |
| Schmid 35’ | Marcatori | 11’ Stevanović 64’ Schalk 90’ Fofana |

| Arbitro: | Horisberger |

|            |           |                            |
| Fofana 56’ | Marcatori | 12’ Diarrassouba 45’ Besio |

### Coppa Svizzera
| Arbitro: | Dudic |

|                           |           |                                                      |
| Kyei 17’ (aut.) Simão 81’ | Marcatori | 57’ Stevanović 65’ Kyei 85’ (rig.), 90’ (rig.) Imeri |

| Arbitro: | Hänni |

|                             |           |                                 |
| Mistrafović 23’ Sessolo 78’ | Marcatori | 67’ Cognat 84’ Kyei 107’ Ondoua |

| Arbitro: | Jaccottet |

|  |           |               |
|  | Marcatori | 83’ Stillhart |

### Europa League

#### Fase di qualificazione
| Arbitro: | Kopiyevskyy |

|                                      |           |  |
| Stevanović 54’ Mendy 77’ Antunes 86’ | Marcatori |  |

| Arbitro: | Attwell |

|  |           |            |
|  | Marcatori | 4’ Berisha |

## Statistiche

### Statistiche di squadra
| Competizione   | Punti | In casa | In casa | In casa | In casa | In casa | In casa | In trasferta | In trasferta | In trasferta | In trasferta | In trasferta | In trasferta | Totale | Totale | Totale | Totale | Totale | Totale | DR  |
| Competizione   | Punti | G       | V       | N       | P       | Gf      | Gs      | G            | V            | N            | P            | Gf           | Gs           | G      | V      | N      | P      | Gf     | Gs     | DR  |
| -------------- | ----- | ------- | ------- | ------- | ------- | ------- | ------- | ------------ | ------------ | ------------ | ------------ | ------------ | ------------ | ------ | ------ | ------ | ------ | ------ | ------ | --- |
| Super League   | 50    | 18      | 6       | 7       | 5       | 28      | 29      | 18           | 8            | 1            | 9            | 17           | 27           | 36     | 14     | 8      | 14     | 45     | 56     | -11 |
| Coppa Svizzera | -     | 1       | 0       | 0       | 1       | 0       | 1       | 2            | 2            | 0            | 0            | 7            | 4            | 3      | 2      | 0      | 1      | 7      | 5      | +2  |
| Europa League  | -     | 2       | 1       | 0       | 1       | 3       | 1       | 0            | 0            | 0            | 0            | 0            | 0            | 2      | 1      | 0      | 1      | 3      | 1      | +2  |
| Totale         | 50    | 21      | 7       | 7       | 7       | 31      | 31      | 20           | 10           | 1            | 9            | 24           | 31           | 41     | 17     | 8      | 16     | 55     | 62     | -7  |

### Andamento in campionato
| Giornata  | 1 | 2 | 3 | 4 | 5 | 6 | 7 | 8 | 9 | 10 | 11 | 12 | 13 | 14 | 15 | 16 | 17 | 18 | 19 | 20 | 21 | 22 | 23 | 24 | 25 | 26 | 27 | 28 | 29 | 30 | 31 | 32 | 33 | 34 | 35 | 36 |
| --------- | - | - | - | - | - | - | - | - | - | -- | -- | -- | -- | -- | -- | -- | -- | -- | -- | -- | -- | -- | -- | -- | -- | -- | -- | -- | -- | -- | -- | -- | -- | -- | -- | -- |
| Luogo     | T | C | T | C | T | C | T | C | C | T  | T  | C  | T  | C  | C  | T  | C  | T  | C  | T  | T  | C  | T  | C  | T  | C  | C  | T  | T  | C  | T  | C  | T  | C  | T  | C  |
| Risultato | P | V | P | N | P | V | V | N | P | P  | V  | N  | V  | N  | N  | N  | N  | P  | V  | P  | P  | V  | V  | V  | V  | P  | N  | V  | P  | P  | V  | V  | P  | P  | V  | P  |
| Posizione | 7 | 5 | 6 | 6 | 8 | 7 | 7 | 7 | 7 | 7  | 6  | 7  | 7  | 7  | 6  | 6  | 6  | 6  | 6  | 6  | 6  | 5  | 4  | 2  | 2  | 2  | 2  | 2  | 3  | 4  | 3  | 3  | 3  | 3  | 3  | 3  |

Legenda:

Luogo: C = Casa; T = Trasferta. Risultato: V = Vittoria; N = Pareggio; P = Sconfitta.

### Statistiche dei giocatori
| Giocatore     | Super League | Super League | Super League | Super League | Coppa Svizzera | Coppa Svizzera | Coppa Svizzera | Coppa Svizzera | Europa League | Europa League | Europa League | Europa League | Totale   | Totale | Totale      | Totale     |
| Giocatore     | Presenze     | Reti         | Ammonizioni  | Espulsioni   | Presenze       | Reti           | Ammonizioni    | Espulsioni     | Presenze      | Reti          | Ammonizioni   | Espulsioni    | Presenze | Reti   | Ammonizioni | Espulsioni |
| ------------- | ------------ | ------------ | ------------ | ------------ | -------------- | -------------- | -------------- | -------------- | ------------- | ------------- | ------------- | ------------- | -------- | ------ | ----------- | ---------- |
| A. Ajdini     | 1            | 0            | 0            | 0            | 0              | 0              | 0              | 0              | 0             | 0             | 0             | 0             | 1        | 0      | 0           | 0          |
| R. Alves      | 9            | 0            | 1            | 0            | 1              | 0              | 0              | 0              | 0             | 0             | 0             | 0             | 10       | 0      | 1           | 0          |
| A. Antunes    | 14           | 0            | 0            | 0            | 0              | 0              | 0              | 0              | 1             | 1             | 0             | 0             | 15       | 1      | 0           | 0          |
| B. Cespedes   | 27           | 1            | 9            | 0            | 1              | 0              | 0              | 0              | 1             | 0             | 0             | 0             | 29       | 1      | 9           | 0          |
| G. Clichy     | 23           | 0            | 2            | 0            | 1              | 0              | 0              | 0              | 0             | 0             | 0             | 0             | 24       | 0      | 2           | 0          |
| T. Cognat     | 34           | 1            | 3            | 0            | 3              | 1              | 0              | 0              | 2             | 0             | 0             | 0             | 39       | 2      | 3           | 0          |
| M. Diallo     | 20           | 0            | 5            | 0            | 3              | 0              | 0              | 0              | 1             | 0             | 0             | 0             | 24       | 0      | 5           | 0          |
| B. Fofana     | 23           | 6            | 3            | 1            | 2              | 0              | 0              | 0              | 0             | 0             | 0             | 0             | 25       | 6      | 3           | 1          |
| J. Frick      | 33           | 0            | 3            | 0            | 2              | 0              | 0              | 0              | 2             | 0             | 0             | 0             | 37       | 0      | 3           | 0          |
| A. Guérin     | 0            | 0            | 0            | 0            | 0              | 0              | 0              | 0              | 0             | 0             | 0             | 0             | 0        | 0      | 0           | 0          |
| N. Henchoz    | 0            | 0            | 0            | 0            | 0              | 0              | 0              | 0              | 0             | 0             | 0             | 0             | 0        | 0      | 0           | 0          |
| M. Holcbecher | 3            | 0            | 0            | 0            | 1              | 0              | 0              | 0              | 0             | 0             | 0             | 0             | 4        | 0      | 0           | 0          |
| K. Imeri      | 29           | 1            | 4            | 1            | 3              | 2              | 0              | 0              | 2             | 0             | 0             | 0             | 34       | 3      | 4           | 1          |
| J. Kiassumbua | 3            | 0            | 0            | 0            | 1              | 0              | 0              | 0              | 0             | 0             | 0             | 0             | 4        | 0      | 0           | 0          |
| K. Koné       | 28           | 1            | 2            | 1            | 3              | 0              | 0              | 0              | 1             | 0             | 0             | 0             | 32       | 1      | 2           | 1          |
| G. Kyei       | 33           | 12           | 6            | 0            | 3              | 2              | 1              | 0              | 2             | 0             | 0             | 0             | 38       | 14     | 7           | 0          |
| A. Maccoppi   | 0            | 0            | 0            | 0            | 0              | 0              | 0              | 0              | 1             | 0             | 0             | 0             | 1        | 0      | 0           | 0          |
| A. Martial    | 2            | 0            | 0            | 0            | 0              | 0              | 0              | 0              | 0             | 0             | 0             | 0             | 2        | 0      | 0           | 0          |
| A. Mendy      | 23           | 0            | 3            | 0            | 1              | 0              | 0              | 0              | 2             | 1             | 0             | 0             | 26       | 1      | 3           | 0          |
| D. Monteiro   | 1            | 0            | 0            | 0            | 0              | 0              | 0              | 0              | 0             | 0             | 0             | 0             | 1        | 0      | 0           | 0          |
| E. Omeragić   | 0            | 0            | 0            | 0            | 0              | 0              | 0              | 0              | 0             | 0             | 0             | 0             | 0        | 0      | 0           | 0          |
| G. Ondoua     | 24           | 1            | 7            | 0            | 2              | 1              | 1              | 0              | 2             | 0             | 0             | 0             | 28       | 2      | 8           | 0          |
| N. Pédat      | 1            | 0            | 0            | 0            | 0              | 0              | 0              | 0              | 0             | 0             | 0             | 0             | 1        | 0      | 0           | 0          |
| S. Rouiller   | 33           | 2            | 3            | 0            | 3              | 0              | 0              | 0              | 2             | 0             | 1             | 0             | 38       | 2      | 4           | 0          |
| V. Sasso      | 22           | 0            | 3            | 1            | 2              | 0              | 1              | 0              | 2             | 0             | 0             | 0             | 26       | 0      | 4           | 1          |
| A. Sauthier   | 31           | 0            | 8            | 1            | 3              | 0              | 1              | 0              | 2             | 0             | 0             | 0             | 36       | 0      | 9           | 1          |
| A. Schalk     | 31           | 10           | 3            | 0            | 3              | 0              | 0              | 0              | 1             | 0             | 0             | 0             | 35       | 10     | 3           | 0          |
| Y. Severin    | 26           | 0            | 4            | 0            | 1              | 0              | 1              | 0              | 0             | 0             | 0             | 0             | 27       | 0      | 5           | 0          |
| M. Stevanović | 28           | 5            | 3            | 0            | 3              | 1              | 0              | 0              | 2             | 1             | 0             | 0             | 33       | 7      | 3           | 0          |
| V. Tasar      | 1            | 0            | 0            | 0            | 0              | 0              | 0              | 0              | 2             | 0             | 1             | 0             | 3        | 0      | 1           | 0          |
| T. Valls      | 33           | 4            | 3            | 0            | 2              | 0              | 0              | 0              | 0             | 0             | 0             | 0             | 35       | 4      | 3           | 0          |
| N. Vouilloz   | 10           | 0            | 1            | 0            | 1              | 0              | 0              | 0              | 0             | 0             | 0             | 0             | 11       | 0      | 1           | 0          |
| O. Wieland    | 0            | 0            | 0            | 0            | 1              | 0              | 0              | 0              | 0             | 0             | 0             | 0             | 1        | 0      | 0           | 0          |
| S. Wüthrich   | 0            | 0            | 0            | 0            | 0              | 0              | 0              | 0              | 0             | 0             | 0             | 0             | 0        | 0      | 0           | 0          |